# میچ دوگان
میچ دوگان (انگلیسی: Mitch Duggan؛ زادهٔ ۲۰ مارس ۱۹۹۷) بازیکن فوتبال اهل بریتانیا است.
از باشگاه‌هایی که در آن بازی کرده‌است می‌توان به باشگاه فوتبال ترانمره راورز اشاره کرد.